# Brocadia fulgida
Candidatus Brocadia fulgida é uma espécie bacteriana que realiza o processo anammox. Os ácidos graxos constituem uma cultura de enriquecimento para B. fulgida. A sequência do RNA ribossomal 16S da espécie foi determinada. Durante o processo anammox, ele oxida o acetato na taxa mais alta e compete com outras bactérias anammox, o que indica que ele não incorpora acetato diretamente em sua biomassa como outras bactérias anammox.